# Casa Barroca (Manlleu)
La Casa Barroca és un edifici de Manlleu (Osona) inclòs a l'Inventari del Patrimoni Arquitectònic de Catalunya.

## Descripció
Es tracta d'un habitatge plurifamilar de planta baixa i dos pisos. Les dues primeres plantes són del segle xviii, i la tercera es deu a una reforma molt posterior. A ran de carrer hi ha una gran portada i una finestra. Al primer pis hi ha un balcó amb una llinda esculpida, just damunt de la portalada, i als costats sengles finestres. Les llindes -amb les dates 1698, 1705 i 1731- i els brancals són de pedra.
El segon pis, que presenta quatre finestres funtes, va ser afegida posteriorment.